# 東川府
東川府，明朝时在今雲南省设置的府。

东川府在云南省的位置（1820年）

明，東川府，隸四川。康熙三十八年，設流官。雍正四年，改隸雲南。五年，置會澤縣，治巧家汛。六年，移縣附郭。嘉慶十九年，設分防巧家同知。領廳一，縣一：會澤縣、巧家廳。要。隸迤東道。。

## 延伸阅读
[在维基数据编辑]
 《欽定古今圖書集成·方輿彙編·職方典·東川軍民府部》，出自陈梦雷《古今圖書集成》